# Кьорменд
Кьорменд (угор. Körmend) — місто в медьє Ваш у Західній Угорщині.

## Цікаві місця
Місто особливо відоме своїм замком, який раніше належав родині Баттіані, одній з найважливіших аристократичних родин Угорщини. Блаженний Ладіслав Баттіані-Стратман (1870—1931), відомий офтальмолог, беатифікований Католицькою Церквою, прожив у замку зі своєю родиною майже 10 років. Одне з крил замку він перетворив на офтальмологічну клініку, де безкоштовно лікував бідних пацієнтів.
Сьогодні замок належить угорській державі.

## Спорт
- Körmendi FC, асоціація футбольного клубу
- BC Körmend, баскетбольний клуб

## Видатні люди
- Принц Едмунд Баттіані-Стратман (1826—1914), дворянин
- Ласло Баттіані-Штратман (1870—1931), лікар і дворянин
- Шандор Бейчі (1920—2004), політик
- Імре Сінкович (1928—2001), актор Національного театру ім
- Петер Бесеньей (1956 р.н.), пілот вищого пілотажу
- Soulwave (утворений у 2007 році), альтернативний рок-гурт
- Кріштіан Парс (нар. 1982), метальник молота

## Міста-побратими
Кьорменд є побратимом:
- Хейнявесі, Фінляндія
- Фюрстенфельд, Австрія
- Краненбург, Німеччина
- Рожнов-под-Радгоштем, Чехія
- Южне, Україна